# Börse von Zypern
Die Börse von Zypern (griechisch Χρηματιστήριο Αξιών Κύπρου oder ΧΑΚ, türkisch Kıbrıs Menkul Kıymetler Borsası oder KMKB, englisch Cyprus Stock Exchange oder CSE) ist die Börse der Republik Zypern. Sie hat ihren Sitz in Nikosia und wurde durch das „Zypriotische Versicherungs- und Börsengesetz“ erschaffen, das für die Entwicklung der Wertpapiermärkte in Zypern und für die Errichtung und den Betrieb der Börse von Zypern beschlossen und von der Abgeordnetenkammer im April 1993 verabschiedet wurde.
Die Börse von Zypern begann ihre Tätigkeit am 29. März 1996. Im Jahr 2006 startete sie eine gemeinsame Plattform mit der Athener Börse.

## Indizes
Der Aktienmarkt wird durch die Indizes „Dow Jones Cyprus Titans 10 Index“ und „Cyprus General Market Index“ bewertet. 

## Handelszeiten
Die Handelszeiten sind von 10:00 bis 17:00 Uhr an den Werktagen. Für die Samstage, die Sonntage und die Feiertage werden die Handelszeiten im Voraus bekannt gegeben.

## Mitgliedschaften
Die Börse ist Mitglied in:
- World Federation of Exchanges[2]
- Federation of European Securities Exchanges[3]